# Jaicós
Jaicós este un oraș în Piauí (PI), Brazilia.